# Fallibilisme
Fallibilisme er en opfattelse om menneskets mulighed for erkendelse af verden. Ifølge denne tankegang er al viden fejlbarlig. Alle teorier, selv dem der virker mest sande, kan være potentielt falske.
Af tænkere med betydning for denne opfattelse kan nævnes Charles Sanders Peirce og Karl Popper.
| filosofi | Spire Denne filosofiartikel er en spire som bør udbygges. Du er velkommen til at hjælpe Wikipedia ved at udvide den. |